# 杜拉拉升职记

图书封面

杜拉拉升职记（A Story of Lala's Promotion）是中国作家李可创作的白领生存法则小说，在2007年由中國陕西师范大学出版社出版。

## 小说
- 2007年7月  《杜拉拉升职记》
- 2008年12月 《杜拉拉2：华年似水》
- 2010年5月  《杜拉拉3：我在这战斗的一年里》
- 2011年10月  《杜拉拉4：与理想有关》

### 所获荣誉
- 2008年1月《杜拉拉升职记》登上卓越网图书排行榜小说类第一名。[1]
- 2008年8月《杜拉拉升职记》开卷数据社科类图书销售榜第一名。[1]
- 2010年   《杜拉拉升职记》获“09年度网络十佳电子书”称号。[2]

## 改编作品

### 電影
- 同名电影在2010年4月15日上映，由徐静蕾執導，徐静蕾、莫文蔚、黄立行、吴佩慈、李艾主演。
- 杜拉拉追婚記在2015年12月4日上映，由安竹間執導，林依晨、周渝民、陳柏霖主演。

### 電視劇
- 同名电视剧在2010年4月19日上映，由王珞丹、李光洁、李彩華、陈慧珊、叶童、尚于博主演。
- 杜拉拉之似水年华在2013年7月4日上映，由焦俊艳、王雷、翟天临主演。
- 我是杜拉拉，改編自小說《杜拉拉4：与理想有关》的电视剧，由戚薇、王耀慶、朱泳騰、王汀、楊昆主演。

### 話劇
- 同名话剧在2009年4月-2009年12月在各地演出，由马青莉、朱杰、李超、陈赫、王梓、戴墨、朱晓磊、姚晨担任主演。

### 網絡劇
- 同名网络剧在2012年5月24日上映，由谢楠、王耀庆、巩新亮、施艳飞主演。